# Orthocaine
Orthocaine là một thuốc gây tê cục bộ. Được phát triển vào những năm 1890, nó đã bị hạn chế sử dụng do độ hòa tan trong nước thấp, nhưng nó đã được sử dụng ở dạng bột để phủ bụi lên vết thương đau.